# F-Zero Climax
F-Zero Climax (エフゼロ クライマックス?, Efu-zero Kuraimakkusu) è un videogioco di corse futuristiche della serie F-Zero, edito da Nintendo per il suo Game Boy Advance. Climax è stato pubblicato unicamente in Giappone il 21 ottobre 2004. Come il predecessore GP legends è stato ideato dalla Suzak.
Come in ogni capitolo lo scopo è quello di guidare Captain Falcon con speciali vetture anti-gravità alla vittoria (quella di Captain Falcon è la Blue Falcon).